# Svinaherden (kortfilm)
Svinaherden (danska: Svinedrengen) är en animerad kortfilm från 2022 av studion Fleng Entertainment som premiärvisades på julafton i programmet Snöbarnens julsagor. Kortfilmen regisserades av Magnus Igland Møller och Peter Smith efter ett manus av Magnus Igland Møller, Peter Smith och Soren Fleng och  Svinaherden av H.C. Andersen.